# Adobe Type Manager
Adobe Type Manager (ATM) は、アドビが提供しているフォント表示・管理ソフト。有償版 (Delux) と無償版 (Lite) それぞれ、Macintosh版、Microsoft Windows版がある。コンピュータ画面に、オペレーティングシステム (OS) 非標準のアウトラインフォントを表示しWYSIWYGを実現する。
このソフトを使わない場合、古いOSでは、PostScriptのType1、OCFフォント、CIDフォント、OpenTypeなどのアウトラインフォントを、正確な形に表示できない、または全く表示できないことがある。さらに、ATM Deluxでは、フォントの細かい管理（任意のフォントを登録、ON/OFF）ができる。
最新のOSでは、ATMのようなソフトを使わなくても、アウトラインフォントを表示できるようになってきている。